# Панки (гмина)
Панки (пол. Panki) — сельская гмина (волость) в Польше, входит как административная единица в Клобуцкий повет, Силезское воеводство. Население — 4987 человек (на 2006 год).

## Демография
| Перепись                       | Всего   | Всего | Женщины | Женщины | Мужчины | Мужчины |
| ------------------------------ | ------- | ----- | ------- | ------- | ------- | ------- |
| Единицы                        | человек | %     | человек | %       | человек | %       |
| Население                      | 4989    | 100   | 2502    | 50,2    | 2487    | 49,8    |
| Плотность населения (чел./км²) | 90,7    | 90,7  | 45,5    | 45,5    | 45,2    | 45,2    |

## Соседние гмины
1. Гмина Кшепице
2. Гмина Опатув
3. Гмина Пшистайнь
4. Гмина Вренчица-Велька